# Hohner

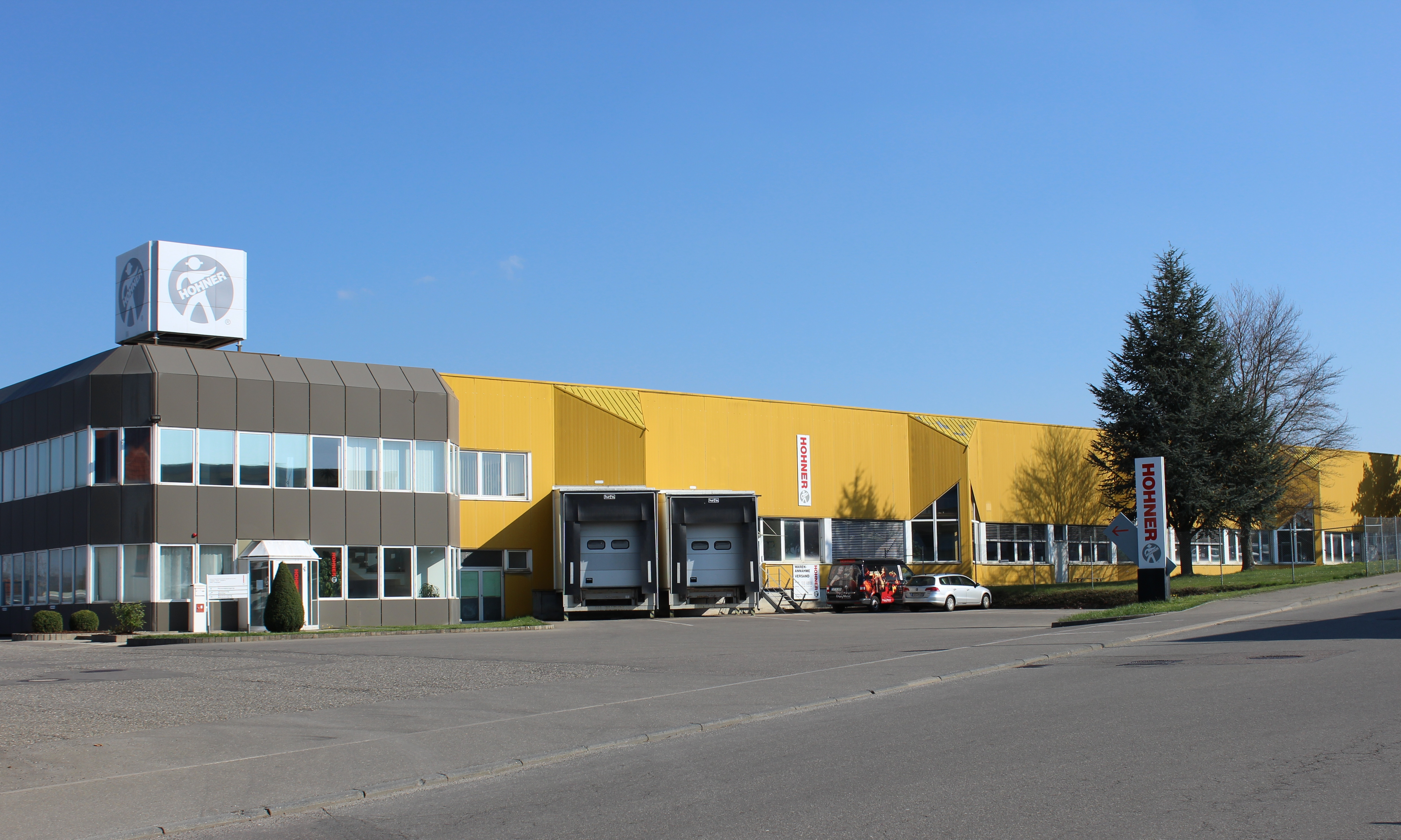
Sitz in Trossingen

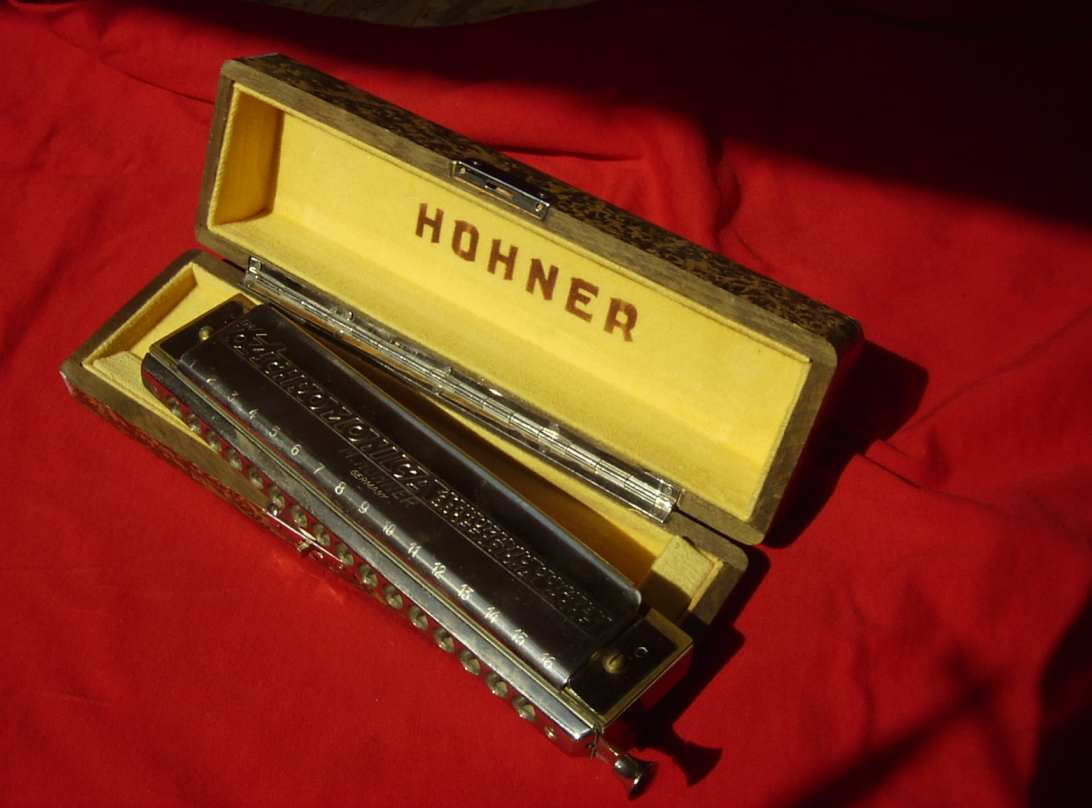
Hohner-Mundharmonika „Chromonica“

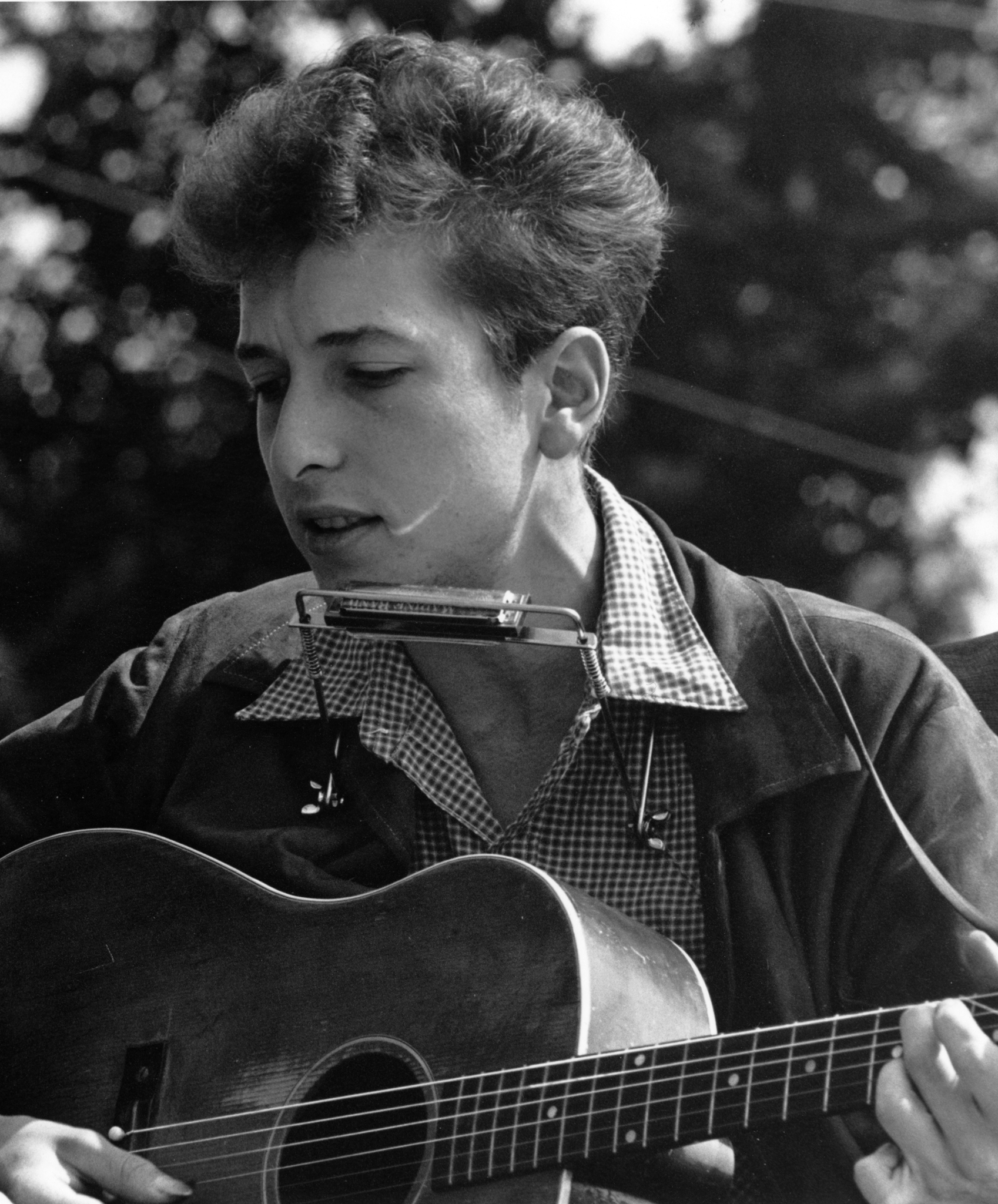
Bob Dylan mit einer Hohner Marine Band (1963)

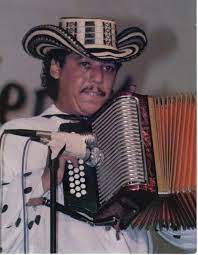
Kolumbianischer Vallenato-Musiker spielt ein Hohner-Akkordeon

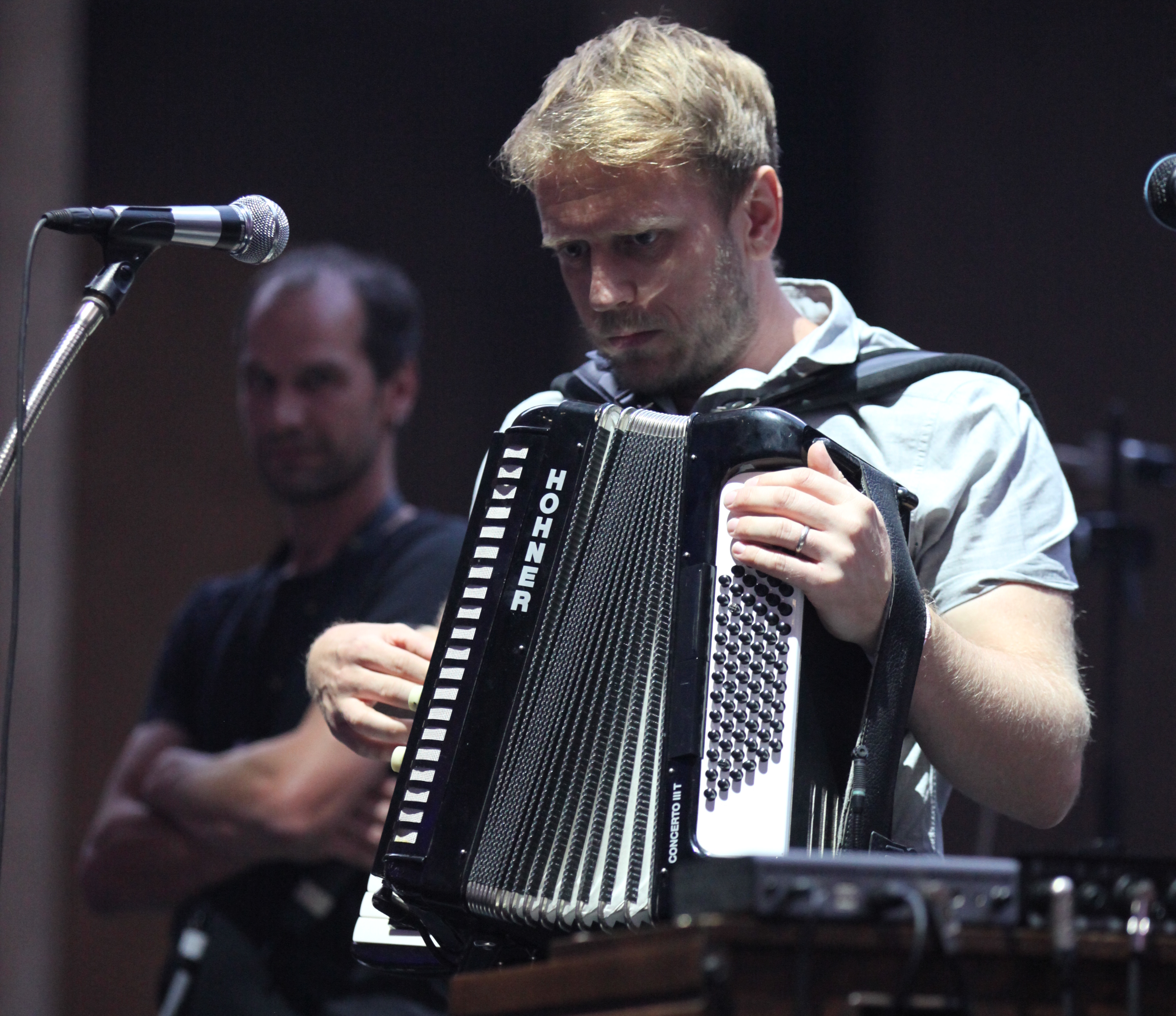
Thomas Jarmer von Garish mit einem Hohner Concerto III T

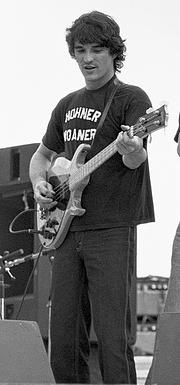
Rick Danko, 1979, mit T-Shirt „Hohner Moaner“

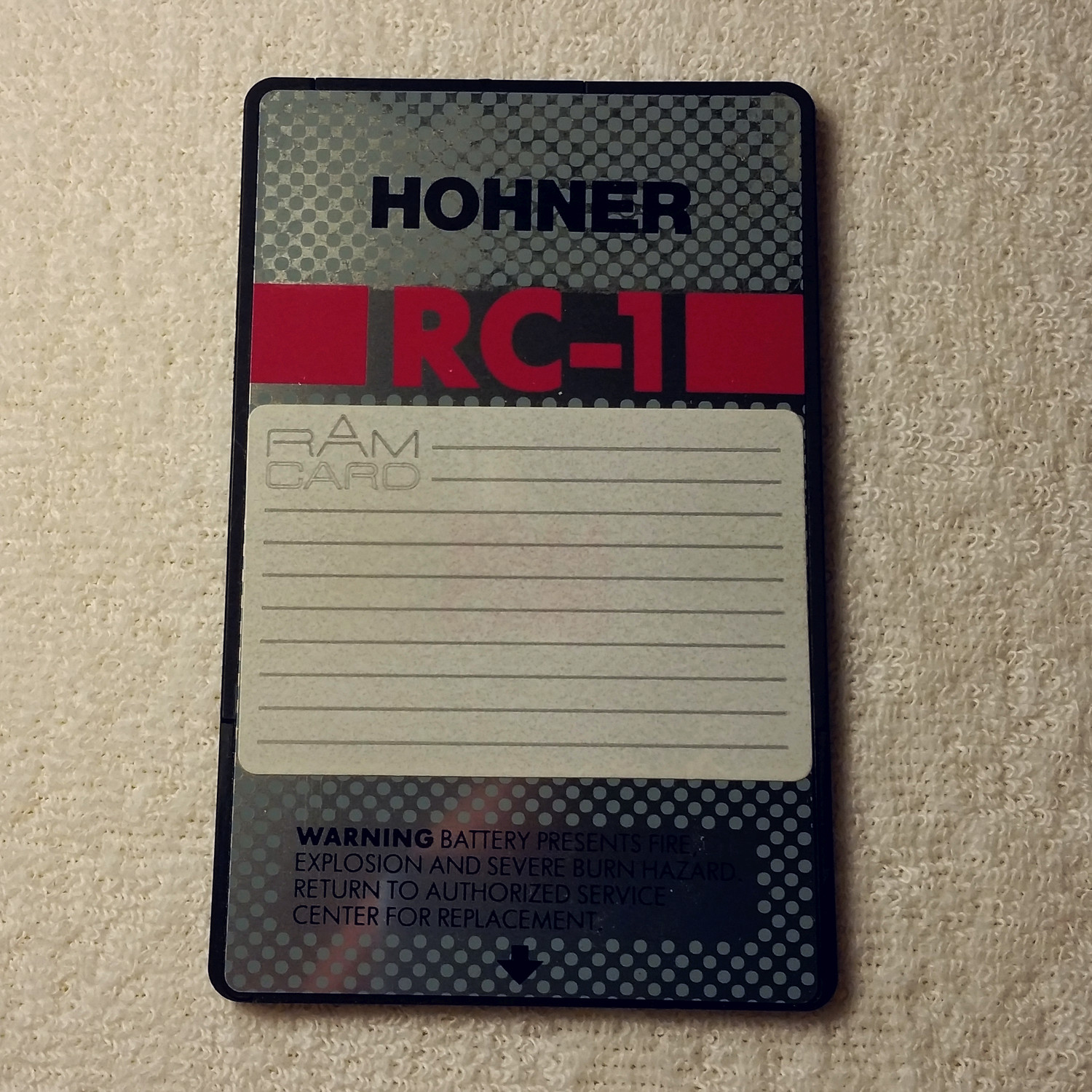
Hohner Media Card für z. B. Casio HT 3000 Synthesizer

Hohner ist ein Musikinstrumentenhersteller in Trossingen.
Gegründet wurde das Unternehmen 1857 von Matthias Hohner (1833–1902) und bestand von 1909 bis 2016 als Matthias Hohner AG. Die heutige Hohner Musikinstrumente GmbH ist seit 1997 Teil der taiwanesischen KHS Musical Instruments. Die erfolgreichste Zeit hatte Hohner in der ersten Hälfte des 20. Jahrhunderts.
Hohner ist besonders bekannt durch die Herstellung von Zungeninstrumenten wie Mundharmonikas, aber auch Akkordeons, Blockflöten, Gitarren und den von Hohner 1957 erfundenen Melodicas.
Daneben stellte die Firma andere Musikinstrumente und zwischen 1968 und 1976 zeitweise auch Computer her. In den 1960er und 1970er Jahren fertigte Hohner auch Elektroorgeln, die beispielsweise John Paul Jones (Led Zeppelin) einsetzte.

## Firmengeschichte
Die Fertigung von Mundharmonikas in Trossingen begann 1832 mit Christian Messner. 1857 begann auch der Uhrmacher Matthias Hohner in seinem Wohnhaus mit der Herstellung von Mundharmonikas. Bis 1860 wurden die Mundharmonikas in reiner Handarbeit gefertigt, ohne jegliche maschinelle Unterstützung. Jedes Instrument wurde von Beginn bis zur Vollendung von einer Person alleine gefertigt.
1856 wurden die ersten Schutzdeckel angebracht. In verschiedenen Produktionsstätten wurden 1860 ca. 50 Mitarbeiter beschäftigt. Hermann Bruckmann baute 1864 in Trossingen die ersten Maschinen für die Mundharmonika-Herstellung. Die erste große Lieferung in die Vereinigten Staaten wurde 1868 verschickt. Bereits 1879 wurde 60 % der Produktion nach Amerika verkauft. Die Dampfmaschine wurde 1880 in den Produktionsstätten eingeführt. In dieser Zeit wurde auch die Stimmzungenfräsmaschine in Klingenthal erfunden. Der Mechaniker Johannes Koch in Trossingen arbeitete an der Weiterentwicklung von Maschinen, die ab diesem Zeitpunkt in der Herstellung von Mundharmonikas Verwendung fanden. Im Jahre 1887 wurden Filialbetriebe gegründet, die die Heimarbeiter in kleinen Filialen zusammenfasste. Bis zum Ersten Weltkrieg entstanden etwa 40 Filialen für die Produktion. Zum Beginn des 20. Jahrhunderts beschäftigte Hohner etwa 1000 Mitarbeiter. Nach dem Tod des Gründers Matthias Hohner 1903 begannen die Erben der Firma Hohner mit der Erzeugung von Handharmonikas. Im Jahr 1909 wurde das Unternehmen in eine Aktiengesellschaft umgewandelt, blieb aber weiterhin im Familienbesitz.
1923 wurden weltweit 50 Millionen Mundharmonikas erzeugt, davon wurden 33 Millionen in Trossingen gefertigt. Die Akkordeonproduktion betrug zu dieser Zeit 30.000 Stück im Jahr, mit einer Modellvielfalt von 1200 verschiedenen Modellen. Innerhalb weniger Jahre übernahm Hohner mehrere andere in Trossingen ansässige Harmonikaunternehmen, so 1928 die Württ. Harmonikafabrik Ch. Weiss AG und 1929 die Andreas Koch Harmonika-Fabrik.
Im Jahr 1939 hatte Hohner 5000 Mitarbeiter. Diese Zahl wurde seither nicht wieder erreicht. Italienische Konstrukteure wie Venanzio Morino (1876–1961) und später Giovanni Gola (1907–1978), der von 1952 bis 1972 für Hohner arbeitete, brachten die Akkordeons zu einer besonderen Qualitätsstufe.
Das Hohner Pianet, ein analoges elektro-mechanisches Tasteninstrument mit Tonerzeugung per Metall-Zungen, wurde 1962 auf den Markt gebracht. Ein weiteres solches Tasteninstrument von Hohner war das Electra Piano, das von 1968 bis 1971 in kleiner Stückzahl gebaut wurde.
Hohner stieg 1968 im Bereich mittlere Datentechnik in die Computerproduktion ein.
Der Soul-Musiker Stevie Wonder hat das Hohner-Clavinet in vielen seiner Songs verwendet und dem Instrument damit zu einer großen Popularität verholfen. Besonders bekannt wurde es durch Wonders Superhit Superstition (1972), bei dem er ein Hohner Clavinet C verwendete. Auf der DVD Live at Last (2009) spielt er ein Hohner Clavinet D.
Hohner verkaufte zum Jahresbeginn 1977 den defizitären Bereich Datentechnik (Hohner GDC) an die Nixdorf Computer AG. Im Gewerbegebiet am Stadtrand von Trossingen wurde 1982 das neue Fertigungsgebäude gebaut. Im selben Jahr brachte Hohner mit der Symphonie D 89 bis 98 eine erfolgreiche Heimorgelserie auf den Markt, die später durch transportable Modelle und die mit MIDI ausgestattete D200 ergänzt wurde. Einige Modelle der Reihe wurden unter dem Namen Omni in den USA von Wurlitzer – ausgestattet mit der Aufschrift „Computer System by Hohner“ – vertrieben. Die Zusammenarbeit mit der Firma Casio begann man 1986. Die zweite Generation der Casio-Synthesizer sowie Zubehör wie Speichererweiterungen wurden auch unter dem Namen Hohner verkauft.
Infolge der Krise 1987, als das Unternehmen weniger als 1000 Mitarbeiter hatte, zog sich die Familie Hohner allmählich aus dem Unternehmen zurück. Ein deutscher Investor übernahm die Führung. Mit den Orgeln E1, E2 und E3 macro sampling brachte Hohner 1988 die letzte Serie von Heimorgeln auf den Markt. 1987 begann Hohner die Produktion von E-Gitarren unter dem Namen Revelation by Hohner. Gitarren dieser Serie wurden bis in die 2000er Jahre hergestellt. In den 1990er Jahren wurden diese Modelle vorübergehend insbesondere im Vereinigten Königreich vertrieben.
1991 wurde das Unternehmen in Sonor eingegliedert. Die Matth. Hohner AG verließ 1995 das alte Firmengelände in der Stadtmitte und bezog einen weiteren Neubau im Gewerbegebiet.
Der kontinuierliche Nachfragerückgang in der Musikinstrumentenindustrie seit 1986 veranlasste Hohner zu einem konsequenten Nischen-Marketing, indem sich das mittelständische Unternehmen auf sein Kerngeschäft in Mundharmonikas und Akkordeons konzentrierte. Das ermöglichte Hohner die Rolle eines Global Players im jeweiligen Mikromarkt.
1997 übernahm der taiwanische Musikinstrumentenhersteller KHS Group die Aktienmehrheit. Hohner ist seit dieser Zeit mehrheitlich in fernöstlichem Besitz.
Im Dezember 2004 wurde in Trossingen Hohner – das Musical von und mit Frank Golischewski uraufgeführt. Das Unternehmen feierte 2007 sein 150-jähriges Bestehen. Am Standort Trossingen arbeiteten 2010 noch ca. 200 Mitarbeiter in den Bereichen Produktentwicklung und -konstruktion, Vertrieb und in der Fertigung von Mundharmonikas und Akkordeons. 
2014 beschloss eine außerordentlich einberufene Hauptversammlung der Hohner AG die vollständige Übernahme des Unternehmens durch die KHS-Tochter HS Investment mittels eines Squeeze-out und damit auch das Ende der Börsennotierung. Am 28. Januar 2016 wurde Hohner in eine GmbH umgewandelt.